# Laminopora bimunita
Laminopora bimunita är en mossdjursart som först beskrevs av Walter Douglas Hincks 1891.  Laminopora bimunita ingår i släktet Laminopora och familjen Adeonidae. Inga underarter finns listade i Catalogue of Life.